# María Jesús Echevarría
María Jesús Echevarría (Madrid, 29 de setembre de 1932-ibídem, 17 d'agost de 1963) va ser una escriptora espanyola.
Echevarría va estudiar Filosofia i Lletres a la Universitat Central, especialitzant-se en Història, amb premi extraordinari. Va realitzar dues estades als Estats Units, una com a estudiant interna i una segona com a lectora universitària i corresponsal de premsa.
Després de col·laborar en revistes universitàries, va treballar per al setmanari El Español (des de 1955) i La Estafeta Literaria, En 1959 va rebre el premi Elisenda de Montcada per la seva primera novel·la llarga, Las medias palabras, narració centrada en una família que viu de manera anàrquica. Posteriorment va escriure Poemas de la ciudad, on s'expressa amb lírica senzillesa i correcció. Va publicar La sonrisa y la hormiga, l'acció de la qual situa als Estats Units i que havia de formar part d'una trilogia sobre l'automatisme i la deshumanització de les grans ciutats, trilogia que no va poder acabar per la seva defunció. Va deixar escrites tres novel·les curtes que es van publicar pòstumament.